# تری ریورز (نیومکزیکو)
تری ریورز (به انگلیسی: Three Rivers) یک منطقهٔ مسکونی در ایالات متحده آمریکا است که در شهرستان آترو، نیومکزیکو واقع شده‌است. تری ریورز ۱٬۳۹۲٫۹۵ متر بالاتر از سطح دریا واقع شده‌است.